# 효자고황후 (청나라)
효자고황후(孝慈高皇后, 만주어: ᡥᡳᠶᠣᠣᡧᡠᠩᡤᠠ
ᡤᠣᠰᡳᠨ
ᡩᡝᡵᡤᡳ
ᡥᡡᠸᠠᠩᡥᡝᠣ Hiyoošungga  Gosin Dergi Hūwangheo, 1575년 ~ 1603년 10월 31일(음력 9월 27일))는 청 제국 초대 황제인 태조 천명제 누르가치의 후궁(측복진)이자 청 제국의 추존 황후이다. 이름은 여허나라 몽고저저(만주어: ᠶᡝᡥᡝ ᠨᠠᡵᠠ
ᠮᠣᠩᡤᠣᠵᡝᠵᡝ Yehe Nara Monggojeje, 한국 한자: 葉赫那拉 孟古哲哲 엽혁나랍 맹고철철)이다.

## 생애
해서여진(海西女眞) 여허(葉赫部, 혹은 夜黑國, 만주어: ᠶᡝᡥᡝ
ᡳ
ᠠᡳᠮᠠᠨYehe-i Aiman)의 국주(國主, 만주어: ᡤᡠᡵᡠᠨᡳ
ᡝᠵᡝᠨGurun-i Ejen) 양기누(楊吉砮, 만주어: ᠶᠠᠩᡤᡳᠨᡠYangginu)의 딸이다. 누르하치의 측복진(側福晉: 측실) 중 한 명으로, 청 제국의 개국 황제이자 제2대 황제인 태종 숭덕제의 생모이다. 누르가치는 개인의 능력으로 만주를 통합하였지만, 집안은 대단하다고 할 수는 없었고, 정책적인 면에서 예허부의 명성을 이용할 필요가 있었기에 측실로 예허 국주의 14살 어린 딸을 맞아들인다. 그리고 이에 반발한 누르가치의 장남 아이신기오로 추연(愛新覺羅褚英)은 누르하치에 의해 후금 건국 전에 숙청당하여 유폐 이후 처형당했다. 추옌의 후손은 장자의 후손임에도 청 제국 치세 내내 무시당한다.
몽고저저의 얼굴은 보름달과 같았고, 풍모는 곱고 아름다웠으며, 기량은 너그럽고 넓었다고한다. 또한, 단정하고 진중하고, 공손하고 겸손하였고, 폭언을 듣고도 안색이 불변하지 않았고, 입으로는 폭언하지 않았으며, 귀로는 망령된 말을 듣지 않았다고 한다.
29세의 젊은 나이로 요절한 몽고저저의 죽음을 누르가치의 대복진(大福晉)인 우라나라 아바하이가 누르가치의 사랑을 독차지한 탓이라 여긴 몽고저저의 아들 숭덕제는 1626년에, 누르가치가 사망하자 여러 부족 버이러와 연합하여 한에 오른 뒤 적모(嫡母) 아바하이와 누르가치의 총희(寵姬) 2명을 무력으로 압박해 목을 메어 자진토록 하고 누르가치의 무덤에 순장시켰다. 이후 숭덕제가 청 제국을 건국하고 황제로 등극하여 아버지 누르가치가 황제로 추숭됨으로써 누르가치의 대복진인 아바하이가 효열무황후로 추존되고 숭덕제의 생모인 그녀 역시 황제의 생모 자격으로 효자고황후로 추존되었다.

## 시호
시호는 태종 즉위 후에 효자소헌순덕정순승천육성무황후(孝慈昭憲純德貞順承天育聖武皇后)로 추존되었고, 옹정제 때 시호를 개시하여 효자소헌경순인휘의덕경현승천보성고황후(孝慈昭憲敬順仁徽懿德慶顯承天輔聖高皇后)로 추존되었다.

## 같이 보기
- 입팔분공